# Grand Prix Formule 1 van Italië 1988

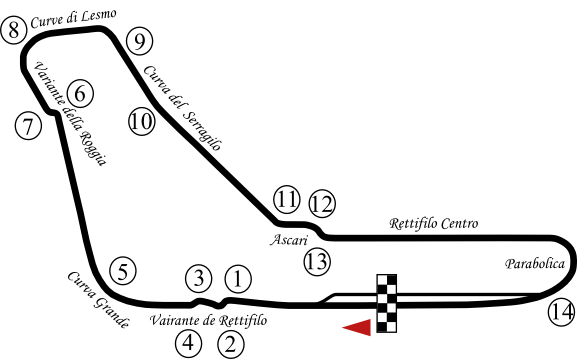
Circuit van Monza (toestand 1976-1993)

De Grand Prix Formule 1 van Italië 1988 werd gehouden op 11 september 1988 op Monza.

## Verslag

### Kwalificatie
Opnieuw domineerden de McLarens de kwalificatie met Ayrton Senna op de pole-position en Alain Prost naast hem.

### Race
Ook in de race opnieuw hetzelfde plaatje: Senna leidde vanaf de start, met Prost achter zich. Beide Ferrari's reden achter hen op een respectabele afstand. Tot in de 39ste ronde: Prost had motorproblemen en moest opgeven. Senna bleef echter de race domineren. Op twee ronden van het einde moest de Braziliaan echter de Williams van Jean-Louis Schlesser op een ronde zetten. Hij probeerde dit langs de binnenkant in de eerste chicane, maar dit ging fout en de beide auto's botsten. Senna brak zijn wielophanging, kwam vast te zitten op de kerbstone en moest opgeven. Op die manier nam Gerhard Berger de leiding over, met Michele Alboreto achter zich. Het podium werd vervolledigd door Eddie Cheever in de Arrows. Derek Warwick, in de andere Arrows, werd vierde. De resterende punten gingen naar Ivan Capelli en Thierry Boutsen.

## Uitslag
| Positie | Nummer | Rijder               | Team            | Ronden | Tijd/Opgave     | Startplaats | Punten |
| ------- | ------ | -------------------- | --------------- | ------ | --------------- | ----------- | ------ |
| 1       | 28     | Gerhard Berger       | Ferrari         | 51     | 1:17:39.744     | 3           | 9      |
| 2       | 27     | Michele Alboreto     | Ferrari         | 51     | + 0.502         | 4           | 6      |
| 3       | 18     | Eddie Cheever        | Arrows-Megatron | 51     | + 35.532        | 5           | 4      |
| 4       | 17     | Derek Warwick        | Arrows-Megatron | 51     | + 36.114        | 6           | 3      |
| 5       | 16     | Ivan Capelli         | March-Judd      | 51     | + 52.522        | 11          | 2      |
| 6       | 20     | Thierry Boutsen      | Benetton-Ford   | 51     | + 59.878        | 8           | 1      |
| 7       | 6      | Riccardo Patrese     | Williams-Judd   | 51     | + 1:14.743      | 10          |        |
| 8       | 15     | Mauricio Gugelmin    | March-Judd      | 51     | + 1:32.566      | 13          |        |
| 9       | 19     | Alessandro Nannini   | Benetton-Ford   | 50     | + 1 Ronde       | 9           |        |
| 10      | 12     | Ayrton Senna         | McLaren-Honda   | 49     | Botsing         | 1           |        |
| 11      | 5      | Jean-Louis Schlesser | Williams-Judd   | 49     | + 2 Rondes      | 22          |        |
| 12      | 4      | Julian Bailey        | Tyrrell-Ford    | 49     | + 2 Rondes      | 26          |        |
| 13      | 25     | René Arnoux          | Ligier-Judd     | 49     | + 2 Rondes      | 24          |        |
| DNF     | 11     | Alain Prost          | McLaren-Honda   | 34     | Motor           | 2           |        |
| DNF     | 30     | Philippe Alliot      | Larrousse-Ford  | 33     | Motor           | 20          |        |
| DNF     | 14     | Philippe Streiff     | AGS-Ford        | 31     | Koppeling       | 23          |        |
| DNF     | 10     | Bernd Schneider      | Zakspeed        | 28     | Motor           | 15          |        |
| DNF     | 22     | Andrea de Cesaris    | Rial-Ford       | 27     | Chassis         | 18          |        |
| DNF     | 9      | Piercarlo Ghinzani   | Zakspeed        | 25     | Motor           | 16          |        |
| DNF     | 36     | Alex Caffi           | Dallara-Ford    | 24     | Motor           | 21          |        |
| DNF     | 29     | Yannick Dalmas       | Larrousse-Ford  | 17     | Radiator        | 25          |        |
| DNF     | 23     | Pierluigi Martini    | Minardi-Ford    | 15     | Motor           | 14          |        |
| DNF     | 2      | Satoru Nakajima      | Lotus-Honda     | 14     | Motor           | 12          |        |
| DNF     | 24     | Luis Perez-Sala      | Minardi-Ford    | 12     | Versnellingsbak | 19          |        |
| DNF     | 1      | Nelson Piquet        | Lotus-Honda     | 11     | Koppeling       | 7           |        |
| DNF     | 21     | Nicola Larini        | Osella          | 2      | Motor           | 17          |        |
| DNQ     | 3      | Jonathan Palmer      | Tyrrell-Ford    |        |                 |             |        |
| DNQ     | 26     | Stefan Johansson     | Ligier-Judd     |        |                 |             |        |
| DNQ     | 31     | Gabriele Tarquini    | Coloni-Ford     |        |                 |             |        |
| DNQ     | 33     | Stefano Modena       | EuroBrun-Ford   |        |                 |             |        |
| DNPQ    | 32     | Oscar Larrauri       | EuroBrun-Ford   |        |                 |             |        |

## Wetenswaardigheden
- Het was de enige race in 1988 die niet door een McLaren gewonnen werd.
- Dit was de eerste race na het overlijden van Enzo Ferrari op 14 augustus. Ferrari's team eindigde de race in 1e en 2e plaatsen.
- Jean-Louis Schlesser verving Nigel Mansell bij Williams.

## Statistieken
| Pole-position | Ayrton Senna     | McLaren-Honda | 1:25.974 |
| Snelste ronde | Michele Alboreto | Ferrari       | 1:29.070 |

## Noot
- Dit was de vijfde snelste ronde voor Michele Alboreto.
- Tiende podiumplaats voor Gerhard Berger.
- Achtste podiumplaats voor Eddie Cheever; 78 Grands Prix na zijn zevende en vorige podiumplaats tijdens de Grote Prijs van Italië van 1983. Hiermee evenaarde Cheever het record van landsgenoot Mario Andretti voor de grootste tijdspanne tussen twee podiumplaatsen, wat Andretti vestigde tijdens de Grote Prijs van Nederland van 1976.

1921 · 1922 · 1923 · 1924 · 1925 · 1926 · 1927 · 1928 · 1931 · 1932 · 1933 · 1934 · 1935 · 1936 · 1937 · 1938 · 1947 · 1948 · 1949 · 1950 · 1951 · 1952 · 1953 · 1954 · 1955 · 1956 · 1957 · 1958 · 1959 · 1960 · 1961 · 1962 · 1963 · 1964 · 1965 · 1966 · 1967 · 1968 · 1969 · 1970 · 1971 · 1972 · 1973 · 1974 · 1975 · 1976 · 1977 · 1978 · 1979 · 1980 · 1981 · 1982 · 1983 · 1984 · 1985 · 1986 · 1987 · 1988 · 1989 · 1990 · 1991 · 1992 · 1993 · 1994 · 1995 · 1996 · 1997 · 1998 · 1999 · 2000 · 2001 · 2002 · 2003 · 2004 · 2005 · 2006 · 2007 · 2008 · 2009 · 2010 · 2011 · 2012 · 2013 · 2014 · 2015 · 2016 · 2017 · 2018 · 2019 · 2020 · 2021 · 2022 · 2023 · 2024 · 2025